# Hải sâm khổng lồ California

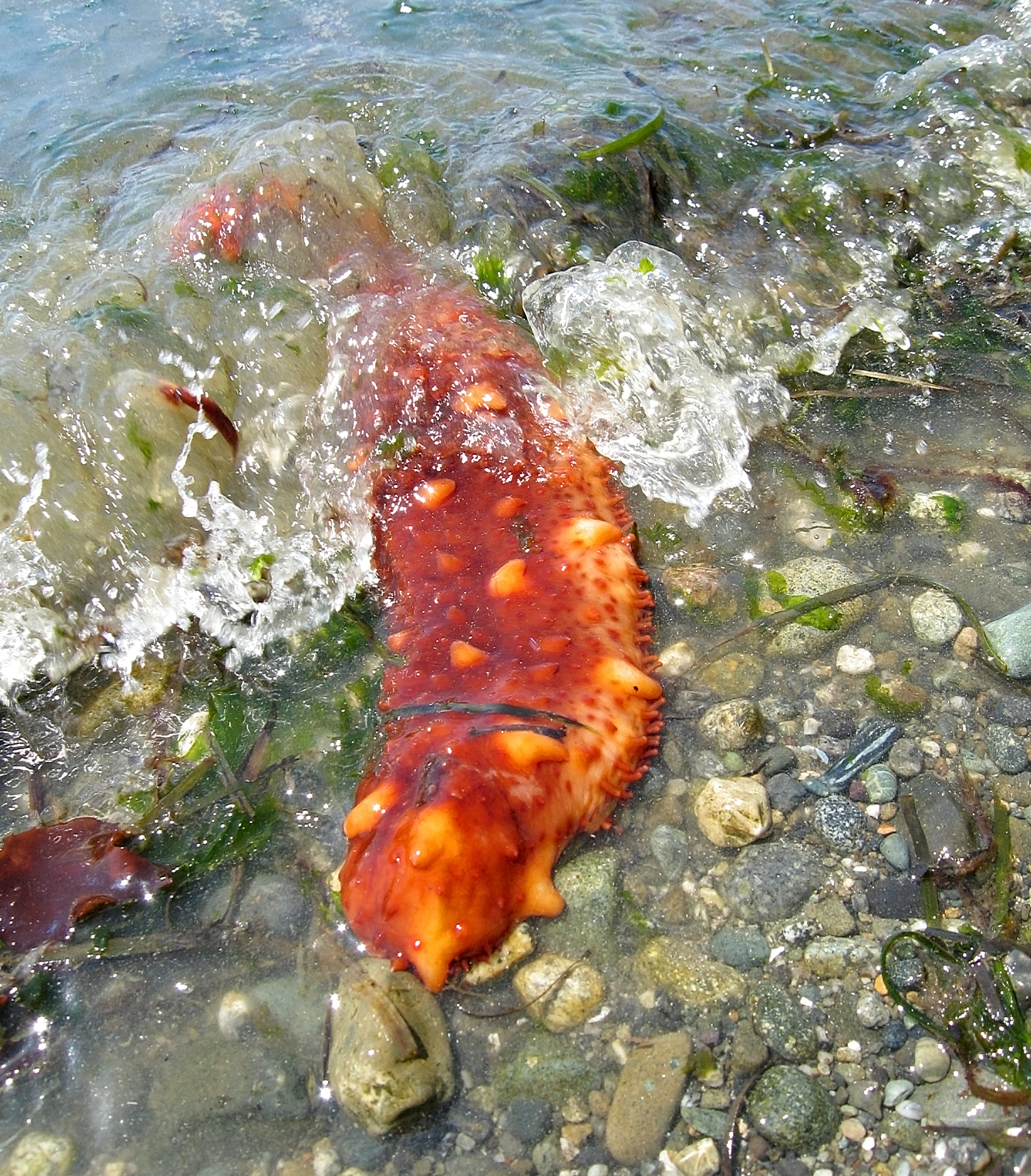
Parastichopus californicus at ebb/low tide, Saratoga Passage

Hải sâm khổng lồ California (Parastichopus californicus) là một loài hải sâm có thể được tìm thấy từ Vịnh Alaska đến miền Nam California. Nó được tìm thấy với mức thấp nhất khu vực bãi triều đến độ sâu 250 m.